# Ruta del Centro
La Ruta del Centro es una carrera ciclista por etapas mexicana, que se disputa en los estados de Aguascalientes, Querétaro, San Luis Potosí y Zacatecas. 
Se creó en 2011, en el 2013 hace parte del UCI America Tour en la categoría 2.2.

## Palmarés
En amarillo: edición amateur
| Año  | Ganador               | Segundo               | Tercero              |               |
| ---- | --------------------- | --------------------- | -------------------- | ------------- |
| 2011 | Luis Pulido           | Ángel Portillo        | Gregorio Ladino      |               |
| 2012 | Víctor García Estévez | Juan Pablo Magallanes | Héctor Rangel        |               |
| 2013 | Víctor García Estévez | Juan Pablo Magallanes | Bernardo Colex       |               |
| 2014 | Bernardo Colex Tepoz  | Francisco Matamoros   | Jaime Castañeda      |               |
| 2015 | No se disputó         | No se disputó         | No se disputó        | No se disputó |
| 2016 | Juan Pablo Magallanes | Moisés Aldape         | Flavio de Luna       |               |
| 2017 | Víctor García Estévez | Moisés Aldape         | José Alfredo Aguirre |               |

## Palmarés por países
| País   | Victorias |
| ------ | --------- |
| España | 3         |
| México | 3         |